# Rodlen
Přírodní památka Rodlen byla zřízena Vyhláškou č. 25/99 OkÚ Šumperk ze dne 1. dubna 1999. Důvodem ochrany je početná populace lesních mravenců druhu mravenec množivý (Formica polyctena).

## Popis lokality
Přírodní památka Rodlen se rozkládá v lesním porostu při pravé straně silnice z Loštic do Bouzova v okrese Šumperk, asi 2,8 km jihozápadně od města Loštice, v katastrálním území Lechovice u Pavlova (součást obce Pavlov). Celková výměra je 34,74 ha. Do území této přírodní památky jsou zahrnuty lesní porosty pod označením 169A, 169B a bezlesí č. 131 a č. 132.

## Fauna
Zvířena je zastoupena typickými druhy lesů a lesních okrajů. Předmětem ochrany jsou však početné populace mravenců lesních druhu Formica polyctena.

## Fotogalerie

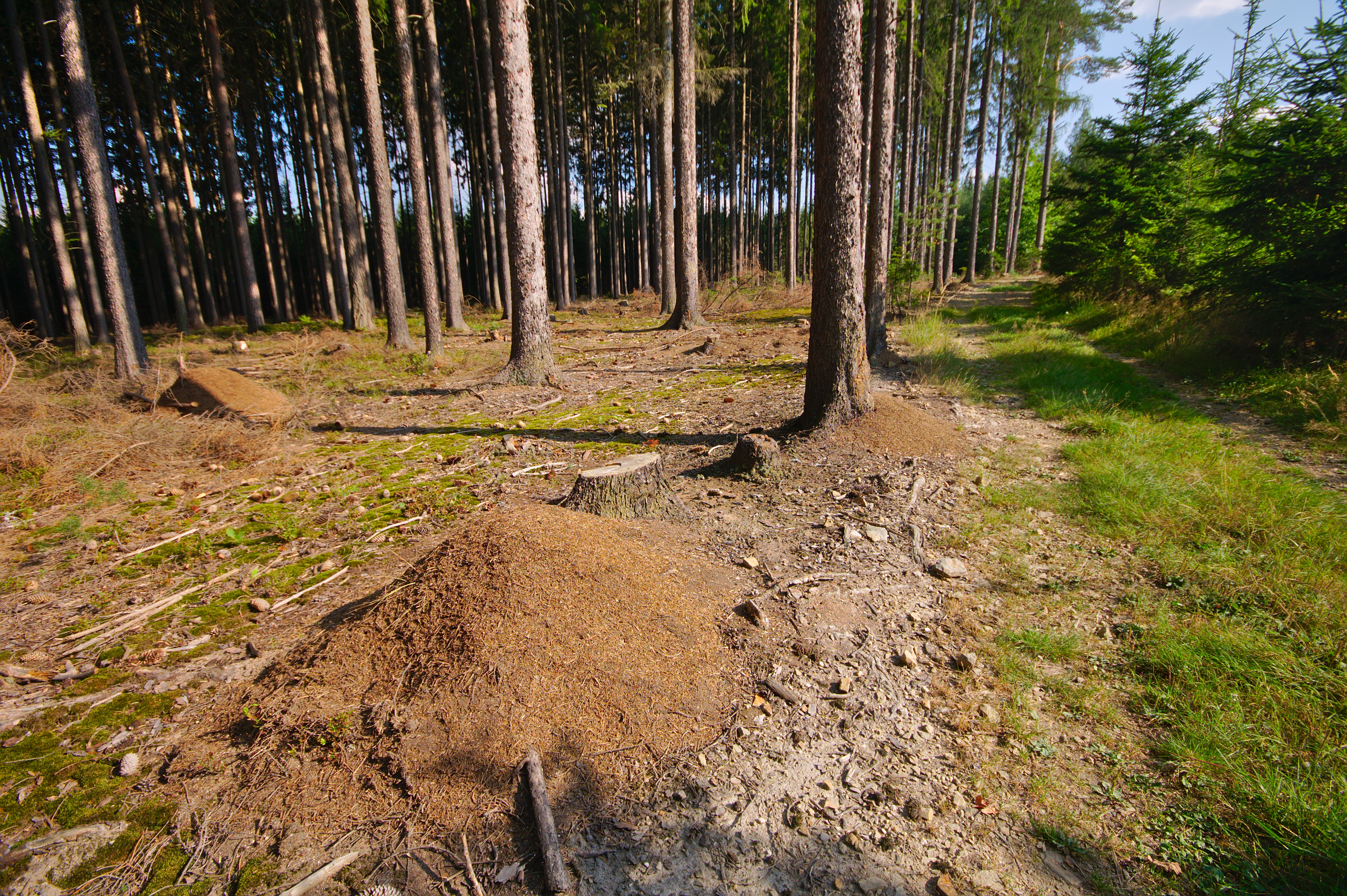
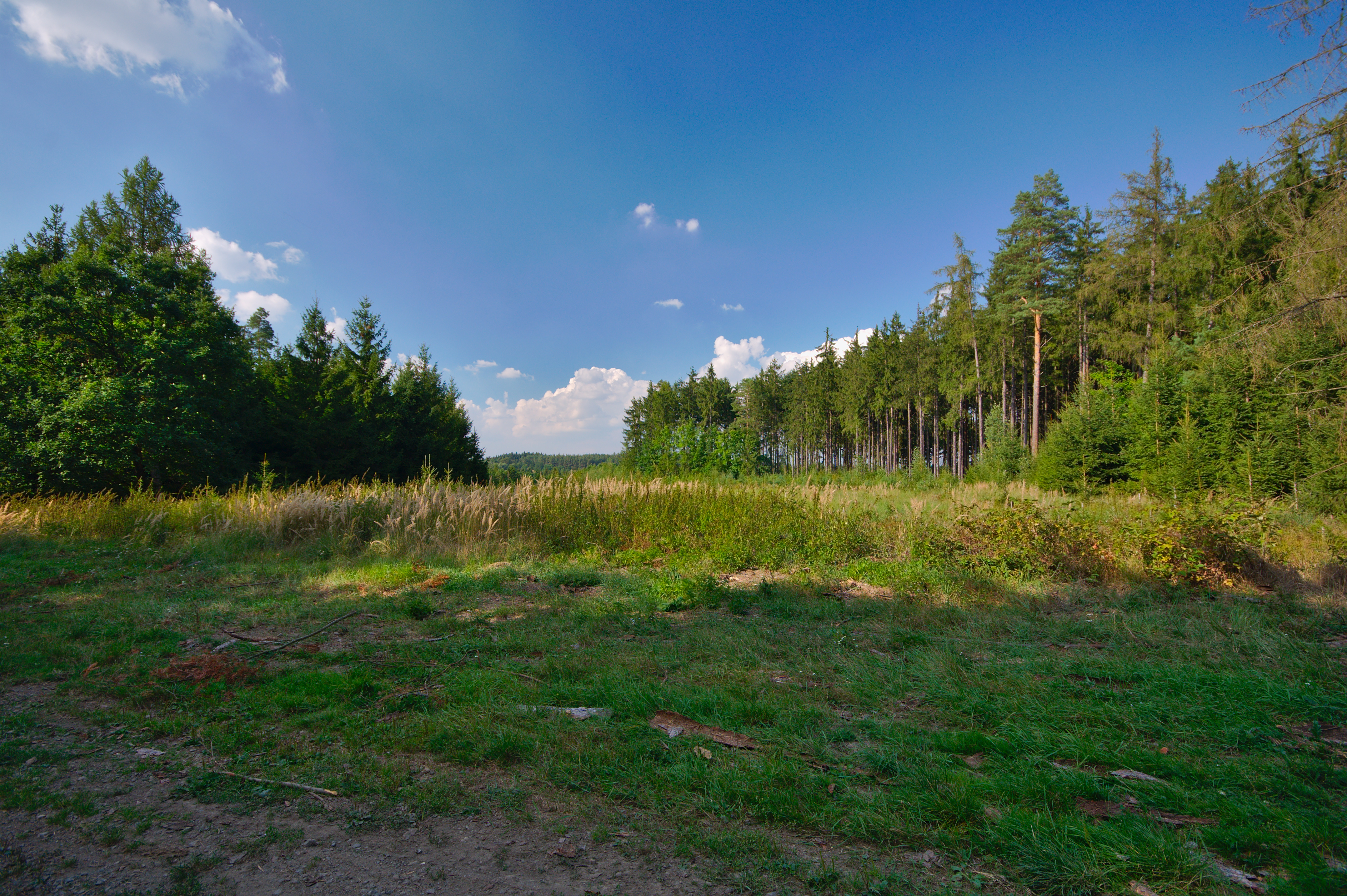
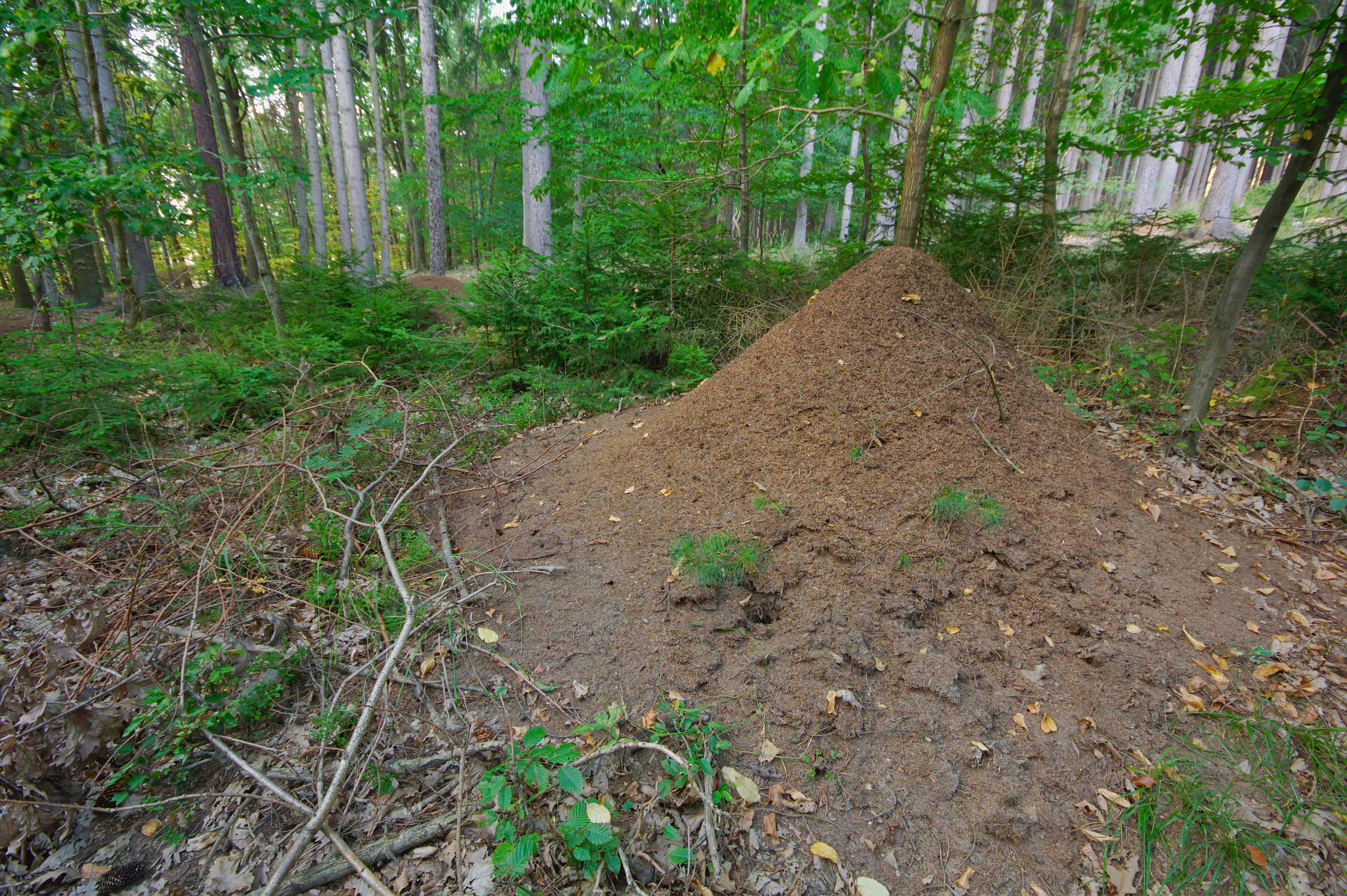